# Behind Blue Eyes
"Behind Blue Eyes" é uma canção escrita originalmente por Pete Townshend em 1969, da banda The Who,mas só foi lançada em 1971. Foi lançada como segundo single do quinto álbum de estúdio da banda, Who's Next.

## Covers

### Limp Bizkit
Limp Bizkit gravou um cover de "Behind Blue Eyes", lançado em 2003 no álbum Results May Vary, no qual alguns trechos da letra original foram alterados, e outros retirados.

#### Paradas
| Ano  | Parada                     | Posição |
| ---- | -------------------------- | ------- |
| 2003 | Hot Mainstream Rock Tracks | 11      |
| 2003 | Alternative Songs          | 18      |
| 2003 | Billboard Hot 100          | 71      |
| 2003 | Mainstream Top 40          | 25      |